# Мис Піай
Піай (малай. Tanjung Piai), також Булус — мис на півдні півострова Малакка, крайня південна точка материкової Азії (4° 16 пн. ш.). 
Знаходиться в межах округу Понтіан штату Джохор, Малайзія.
Мис та узбережжя на північний схід та північний захід вкриті мангровими лісами. Тут організовано національний парк «Танджунг Піай», де прокладені дерев'яні стежки, з яких можна спостерігати за птахами та іншими мешканцями мангрів. У море виступає критий причал, з якого відкривається вид на Сінгапур та навколишні острови. На самому мисі знаходиться пам'ятний знак найпівденнішій точці Азії у вигляді земної кулі та таблички.

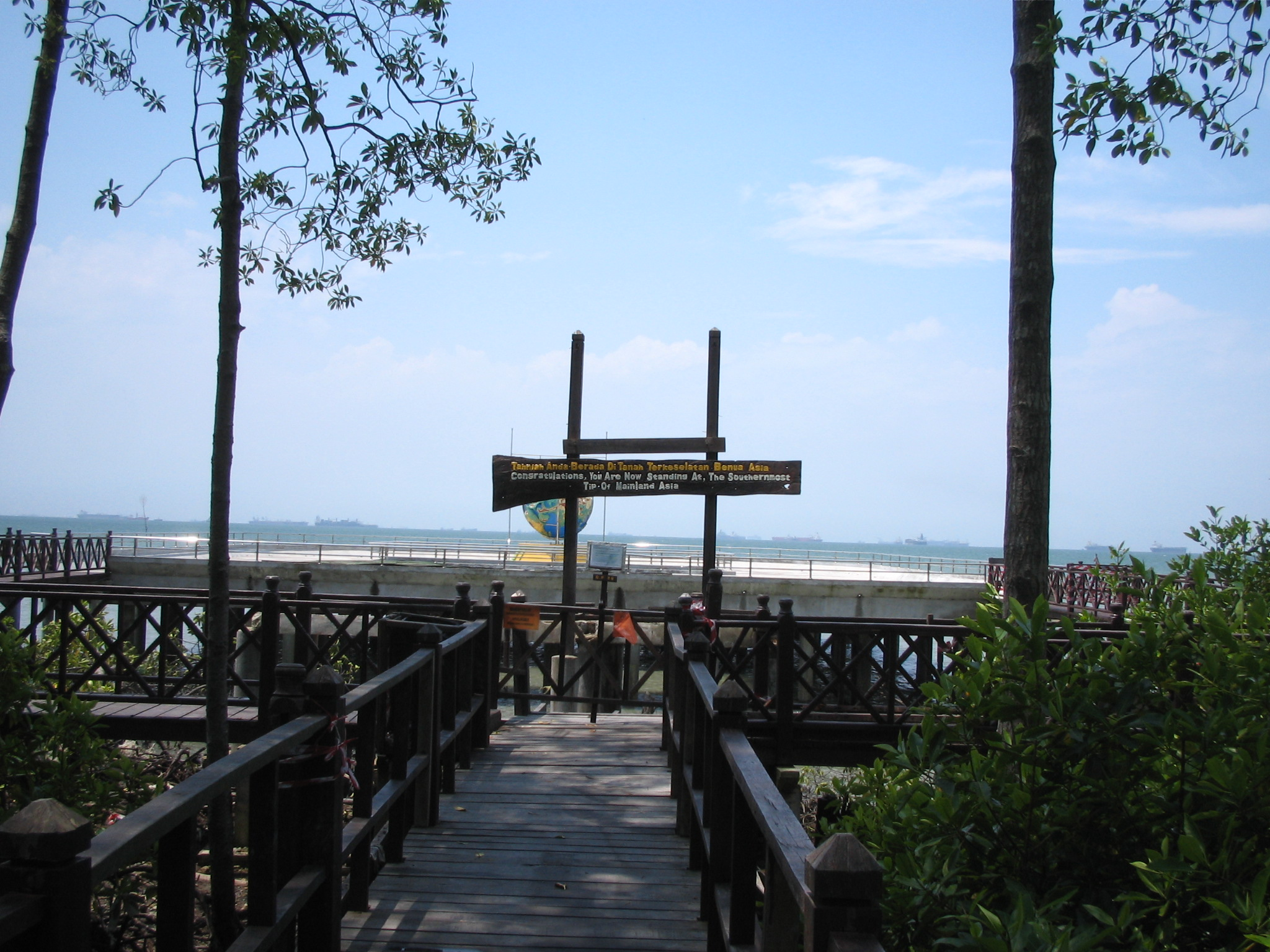
Найпівденніша точка континентальної Азії